# 초코보의 불가사의 던전: 잊힌 시간의 미궁
《초코보의 불가사의 던전: 잊힌 시간의 미궁》은 h.a.n.d.가 개발하고 스퀘어 에닉스가 배급한 2007년 롤플레잉 비디오 게임이다. 《초코보》 시리즈 작품으로 《초코보의 불가사의 던전 2》 이후 제작된 세 번째 《불가사의 던전》 하위 게임이다. Wii로 제작돼 일본서 2007년 12월 13일 처음 출시됐다. 북미 및 유럽 지역에선 《파이널 판타지 동화: 초코보의 던전》이라는 제목으로 발매됐다.
주인공 초코보가 영원한 망각에 갇힌 마을을 구하기 위한 여정을 그렸다. 새 직업과 플레이어 캐릭터 시드가 추가된 닌텐도 DS 이식판이 2008년 10월 30일 발매됐다. 2019년에 리마스터판 《초코보의 불가사의 던전 에브리 버디!》라는 제목으로 닌텐도 스위치 및 플레이스테이션 4로 출시됐다.

## 반응
《초코보의 불가사의 던전: 잊힌 시간의 미궁》 Wii판은 리뷰 애그리게이터 웹사이트 메타크리틱에서 76/100점을 기록해 "대체적으로 긍정적인 평가"를 받았다.

## 참조

### 내용주
1. ↑  일본어: チョコボの不思議なダンジョン 時忘れの迷宮
2. ↑  영어: Final Fantasy Fables: Chocobo's Dungeon
3. ↑  영어: Chocobo's Mystery Dungeon EVERY BUDDY!